# Polynomkonvexität
Polynomkonvexität ist eine mathematische Eigenschaft von Mengen im {\displaystyle \mathbb {C} ^{n}}, die in der Funktionentheorie mehrerer Veränderlicher betrachtet wird. Sie spielt eine Rolle bei der Approximation holomorpher Funktionen durch Polynome.

## Definition
Für eine kompakte Teilmenge {\displaystyle K\subset \mathbb {C} ^{n}} heißt 
{\displaystyle {\hat {K}}\,:=\,\{(z_{1},\ldots ,z_{n})\in \mathbb {C} ^{n};\,|p(z_{1},\ldots ,z_{n})|\leq \|p\|_{K}\,{\mbox{ für alle Polynome }}p\}}
die polynomkonvexe Hülle von {\displaystyle K}. Dabei ist {\displaystyle \|\cdot \|_{K}} die Supremumsnorm auf {\displaystyle K}. 
Eine Teilmenge {\displaystyle S\subset \mathbb {C} ^{n}} nennt man polynomkonvex, wenn für jede kompakte Teilmenge {\displaystyle K\subset S} auch {\displaystyle {\hat {K}}\subset S} gilt. 

## Bemerkungen
Sind {\displaystyle K} und {\displaystyle L} kompakte Teilmengen des {\displaystyle \mathbb {C} ^{n}}, so ist offenbar 
- {\displaystyle K\subset {\hat {K}}}
- Aus {\displaystyle K\subset L} folgt {\displaystyle {\hat {K}}\subset {\hat {L}}}
- {\displaystyle {\hat {\hat {K}}}={\hat {K}}}.

Das rechtfertigt die Bezeichnung Hülle in Analogie zur konvexen Hülle. Diese Analogie kann man weiter treiben:
Man beachte, dass die abgeschlossene konvexe Hülle einer kompakten Teilmenge {\displaystyle C\subset \mathbb {R} ^{n}} gleich der Menge aller Vektoren {\displaystyle x} ist, so dass {\displaystyle |f(x)|\leq \|f\|_{C}} für alle linearen Funktionale {\displaystyle f\colon \mathbb {R} ^{n}\rightarrow \mathbb {R} }. In obiger Definition sind die linearen Funktionale durch Polynome ersetzt. Diese Analogie motiviert die Bezeichnungen polynomkonvexe Hülle und polynomkonvex.
Ferner zeigt diese Betrachtung, dass eine kompakte Menge {\displaystyle K\subset \mathbb {C} ^{n}} genau dann polynomkonvex ist, wenn {\displaystyle K={\hat {K}}}. Insbesondere ist eine kompakte Menge {\displaystyle K\subset \mathbb {C} ^{n}} genau dann polynomkonvex, wenn es zu jedem {\displaystyle (z_{1},\ldots ,z_{n})\in \mathbb {C} ^{n}\setminus K} ein Polynom {\displaystyle p} gibt mit  
- {\displaystyle p(z_{1},\ldots ,z_{n})=1}
- {\displaystyle |p(w_{1},\ldots ,w_{n})|<1} für alle {\displaystyle (w_{1},\ldots ,w_{n})\in K}.

## Beispiele
- Ist {\displaystyle K\subset \mathbb {C} ^{n}} polynomkonvex, so ist {\displaystyle \mathbb {C} ^{n}\setminus K} zusammenhängend. Im Fall {\displaystyle n=1} gilt hiervon die Umkehrung, im Falle {\displaystyle n>1} gilt ist die Umkehrung falsch.
- Polyzylinder sind polynomkonvex.
- Kompakte konvexe Mengen im {\displaystyle \mathbb {C} ^{n}} sind polynomkonvex.
- Die Vereinigung zweier disjunkter konvexer Mengen im {\displaystyle \mathbb {C} ^{n}} ist polynomkonvex; für drei Mengen gilt das im Allgemeinen nicht.
- {\displaystyle \{(z_{1},z_{2})\in \mathbb {C} ^{2};\,|z_{1}|=1=|z_{2}|\}} ist nicht polynomkonvex.

## Ein Satz von Oka
Polynomkonvexe Mengen spielen eine wichtige Rolle in der Approximation holomorpher Funktionen durch Polynome. Der eindimensionale Fall ist genau der Rungesche Approximationssatz.
Der Satz von Oka kann in folgenden Versionen wiedergegeben werden: 
- Sei {\displaystyle K\subset \mathbb {C} ^{n}} eine kompakte, polynomkonvexe Menge. Dann kann jede in einer Umgebung von {\displaystyle K} definierte holomorphe Funktionen gleichmäßig auf {\displaystyle K} durch Polynome approximiert werden.
- Sei {\displaystyle D\subset \mathbb {C} ^{n}} ein polynomkonvexes Gebiet. Dann kann jede auf {\displaystyle D} definierte holomorphe Funktion kompakt-gleichmäßig durch Polynome approximiert werden.